# Instituto do Verbo Encarnado
O Instituto do Verbo Encarnado (IVE) é um instituto religioso católico fundado na Argentina pelo Padre Carlos Miguel Buela, sacerdote desde 1971,  a 25 de Março de 1984. É um instituto clerical de vida consagrada, previsto no cânone 588 do Código de Direito Canónico, de direito diocesano que inclui tanto padres como irmãos religiosos, tanto da vida apostólica como da contemplativa. O Instituto é a primeira ramificação masculina da Família Religiosa do Verbo Encarnado, estabelecida pelo Padre Buela; os outros dois ramos são a comunidade religiosa feminina conhecida como Instituto Servidoras do Senhor e da Virgem de Matará (SSVM) e a Terceira Ordem Secular.
Os membros do Instituto imitam e seguem o Verbo Encarnado professando votos de castidade, pobreza e obediência. Estes são os três pilares evangélicos através dos quais o religioso almeja alcançar o estado de perfeição cristã.
Para além destes, um quarto voto de escravidão mariana é professado, tudo de acordo com os ensinamentos de São Luís Maria Grignion de Montfort. Através deste voto, os membros consagram a sua vida inteira à Abençoada Virgem Maria, por forma a "marianizar" as suas vidas, fazendo tudo “através de Maria, com Maria, em Maria e para Maria.”
Trata-se de um instituto missionário e, segundo o desejo do fundador, são priorizados os lugares de missão para onde ninguém quer ir, onde a Igreja mais necessite.

## História

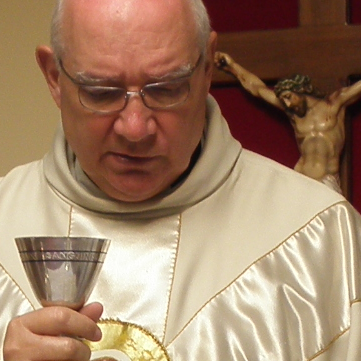
Pe. Carlos Miguel Buela celebrando missa para os missionários do Instituto do Verbo Encarnado no Canadá.

O Pe. Carlos Miguel Buela fundou o Instituto do Verbo Encarnado na Argentina a 25 de Março de 1984, na Solenidade da Anunciação do Senhor, no mesmo dia em que o Papa São João Paulo II consagrou o mundo a Nossa Senhora de Fátima, com a aprovação do Bispo León Kruk, na Diocese de San Rafael.
Alguns anos depois, em 1988, o Padre Buela fundou o ramo feminino, o Instituto Servidoras do Senhor e da Virgem de Matará, com o mesmo carisma e missão. Desde o início que o Padre Buela havia recebido também muitos pedidos de leigos para partilhar a espiritualidade do Instituto, e participar do seu apostolado. Por forma a responder a estes pedidos, o Padre Buela fundou a Terceira Ordem Secular. Após passar quase duas décadas nos estádios iniciais enquanto nova comunidade religiosa, o Instituto tornou-se uma congregação religiosa de direito diocesano a 8 de Maio de 2004, sob a orientação do bispo diocesano residente, Andrea Maria Erba, da Diocese de Velletri-Segni, perto de Roma, em Itália, onde se localizam as instalações principais do Instituto.
Desde a sua fundação original na Argentina, a Família Religiosa do Verbo Encarnado tem-se estendido pelo mundo, contando com membros em 38 países e territórios, abrangendo os cinco continentes.

## Escândalos
Na sequência da denúncia de uma vintena de seminaristas que acusavam o fundador do Instituto, D. Carlos Miguel Buela, de abusos sexuais, um decreto da Congregação para os Institutos de Vida Consagrada, assinado pelo Cardeal Gardin em 2010, considerou estas acusações plausíveis e considerou D. Buela culpado de comportamentos impróprios com adultos . Teve então de deixar a Argentina e retirar-se para a Abadia de La Pierre-qui-Vire, em França. Em 2016, mudou-se para Génova, em Itália. O Instituto do Verbo Encarnado continua a referir-se ao seu fundador no seu sítio Web , homenageia-o após a sua morte e mantém o silêncio sobre os abusos. Vários artigos descrevem um litígio persistente com a Santa Sé e um "governo sombra" denunciado pelo Cardeal Santos Abril, Comissário Pontifício da Congregação, que proíbe qualquer homenagem ao fundador, demitido pelo Vaticano sob Bento XVI.
Ver também a página muito completa da wikipedia em alemão.

## Instituto Servidoras do Senhor e da Virgem de Matará (SSVM)
O Instituto Servidoras do Senhor e da Virgem de Matará (SSVM) é o ramo feminino da Família Religiosa do Verbo Encarnado. Compõe-se de irmãs tanto de vida apostólica como de vida contemplativa.O nome “Servidoras” faz referência às mulheres fiéis que se encontravam ao pé da cruz (cf. Lc 8, 1-3), e foi usado por São Luís María Grignion de Montfort no Tratado da Verdadeira Devoção, nº 56. A segunda parte do nome “do Senhor e da Virgem de Matará” se refere a Cristo Crucificado e a sua Mãe Santíssima, que se encontram na Cruz de Matará usada pelas irmãs, já que Jesus, em Sua Cruz, e a Virgem Maria devem ser o fundamento de sua espiritualidade.
A Cruz de Matará é uma cruz esculpida em madeira por um nativo da tribo de Matará, na Argentina, evangelizada no século XVI. Os mistérios fundamentais de nossa fé estão gravados na cruz: a Criação, simbolizada pelo sol e a lua, o nascimento de Cristo, simbolizado pela Estrela do Presépio, os instrumentos da Paixão de Cristo e a Crucificação, a Eucaristia, a Santíssima Virgem Maria, representada como uma rainha espanhola, e as chamas do purgatório. É uma das mais antigas cruzes utilizadas na evangelização do Novo Mundo e, por esta razão, as Servidoras lhe têm uma grande devoção. Não só a usam como um símbolo da evangelização da cultura e de consagração total a Cristo crucificado, mas também porque o Instituto toma seu nome dela.
Pe. Buela fundou as Servidoras com o “único desejo de dar a Jesus Cristo esposas segundo o seu Coração”; é por isso que a vocação principal das religiosas é a de ser esposas de Cristo e esposas das almas, através dos votos de sua consagração, realizando, de modo especial, a sua própria feminilidade.
Com a profissão religiosa, as irmãs comprometem todas as suas forças para inculturar o Evangelho; daí a amplitude de seu apostolado, já que se empenham no anúncio da Palavra de Deus em todas suas formas: no estudo e ensino em universidades e colégios; por meio de publicações; na catequese e oratórios; por meio da realização de missões populares e exercícios espirituais; na educação e formação cristã de crianças e jovens; nas obras de caridade com os mais necessitados (crianças abandonadas, deficientes, doentes, idosos, etc).

Para manifestar a sua própria consagração, as religiosas não abrem mão de seu hábito, o qual inclui:

• uma túnica cinza;
• um véu branco, para as irmãs noviças;
• um véu azul, para as irmãs professas;
• a Cruz de Matará;
• um anel de bodas, para a profissão perpétua.As cores do hábito representam o mistério da Encarnação: a cor azul, a divindade de Cristo, e a cor cinza, a sua humanidade.
As irmãs de rito bizantino, conforme tradição, usam o hábito de cor preta.

## Simbologia do Escudo do IVE

### I. Descrição do Escudo
Prata, um escudo francês, cruzado (cruz grega) de vermelho. Na cruz, na cabeça e no flanco direito e esquerdo, três chamas de ouro. No centro uma coroa de ouro. Na base, um lírio prateado.
No canto direito e esquerdo de cima e no canto direito e esquerdo da base, quatro letras pretas.
O escudo carrega uma espada de prata e é cercado por um rosário de ouro.

### II: Simbologia das cores: (nomes provençais)
1) ouro: fé, caridade, temperança e nobreza 2) prata (argente): castidade, santidade, humildade e alegria.
2) Prata (Argente): castidade, santidade, humildade e alegria.
3) Vermelho (Goles): Amor a Deus e ao próximo, força, magnanimidade, generosidade e grandeza.
4) Preto: Constituições, sabedoria, prudência e honestidade.

### III. Simbologia do Escudo
O escudo traduz as idéias tomadas de dois escritos de São Luis Maria Grignion de Montfort, o qual está ligado intimamente à espiritualidade do Instituto.
A. Tratado da Verdadeira Devoção à Virgem Maria:
Terão na boca a espada de dois gumes da palavra de Deus; em seu ombros ostentarão o estandarte ensangüentado da cruz, na direita, o crucifixo, na esquerda o rosário, no coração os nomes sagrados de Jesus e de Maria, e em toda a sua conduta, a modéstia e a mortificação de Jesus Cristo. (Nº 59).
B. Súplica Ardente (ou Oração Abrasada):
Filhos: Escravos de vosso amor e de vossa vontade; homens segundo vosso coração, que, sem vontade própria que os macule e faça parar, executem todas as vossas vontades e derrubaram todos os vossos inimigos, quais novos Davids, com o cajado da cruz e a funda do santíssimo Rosário, nas mãos (Nº 8).
O carisma do instituto é “inculturar” o Evangelho, isto é, prolongar a Encarnação do Verbo em todo homem e em todas as manifestações do homem, por isso a cruz vermelha que cobre todo o campo de prata, indica que a verdade de Cristo deve incluir a todos os homens e a todas as realidades do homem as quais transforma santificando-as e levando a alegria da salvação, enquanto que a coroa de ouro expressa seu reino eterno e universal.
As três flamas (chamas) são os três votos religiosos segundo os conselhos evangélicos: obediência, pobreza e castidade. O lírio representa à Santíssima Virgem e faz referencia ao quarto voto dos
membros do Instituto em materna escravidão de amor de Jesus em Maria segundo Montfort.
As quatro letras são as iniciais das palavras em latim: “Verbum caro factum est” (Jo 1,14), com as que São João no prólogo de seu Evangelho, faz referencia a Encarnação da segunda Pessoa da Santíssima Trinidade. Deste mistério referido a nosso Senhor Jesus Cristo o Instituto toma seu nome.

O Instituto é fundamentalmente missionário, portanto, seus membros tem a responsabilidade de levar, transmitir e pregar a Palavra de Deus que “é viva e eficaz, mais penetrante do que espada de dois gumes” (Heb 4,12). O terço significa a oração e a presença inseparável de Maria no trabalho apostólico..

## Ligações Externas
Página Oficial (Brasil)